# Blaise de Vigenère
Blaise de Vigenère (francouzská výslovnost: [viʒnɛːʁ]; 5. dubna 1523 Saint-Pourçain-sur-Sioule – 19. února 1596 Paříž) byl francouzský diplomat, kryptografr, překladatel a alchymista.
Vigenère se narodil ve vesnici Saint-Pourçain. Jeho otec Jean zařídil, aby měl v Paříži klasické vzdělání. Blaise de Vigenère studoval řečtinu, hebrejštinu a italštinu u Adriana Turneba a Jeana Dorata.
Ve věku 17 let vstoupil do diplomatické služby a zůstal tam 30 let až do roku 1570, kdy odešel do důchodu. Pět let své kariéry doprovázel francouzského vyslance Louise Adhémara de Grignan na Wormském sněmu jako pomocný sekretář. Ve věku 24 let vstoupil do služby vévody Neverse jako jeho sekretář. Tuto pozici zastával až do smrti vévody a jeho syna v roce 1562. Také sloužil jako sekretář Jindřicha III.
Na dvouleté diplomatické misi roce 1549 navštívil Řím. Znovu do města zavítal o několik let později, v roce 1566. Na svých cestách četl knihy o kryptografii a přišel do kontaktu s kryptografy. Když Vigenère odešel do důchodu (ve věku 47 let), věnoval chudým v Paříži svůj příjem na 1 000 obyvatel ročně. Oženil se s Marií Varé. V roce 1596 zemřel na rakovinu krku a je pohřben v kostele Saint-Étienne-du-Mont.

## Vigenèreova šifra
Často se uvádí, že metoda šifrování známá jako „šifra Vigenère“ byla v 19. století mylně připsána Blaisovi de Vigenère a ve skutečnosti ji poprvé popsal Giovan Battista Bellaso ve své knize La cifra del z roku 1553. Vigenèrova šifra se ale od Bellasovy šifry liší, přestože je na ní založena, podobně jako na dalších starších polyalfabetických šífrách, např. Albertiho a Trithemiově.